# Савињано сул Панаро
Савињано сул Панаро (итал. Savignano sul Panaro) је насеље у Италији у округу Модена, региону Емилија-Ромања.
Према процени из 2011. у насељу је живело 2658 становника. Насеље се налази на надморској висини од 105 м.

## Становништво
Према резултатима пописа становништва 2011. у општини је живело 9.276 становника.
| 1931. | 1936. | 1951. | 1961. | 1971. | 1981. | 1991. | 2001. | 2011. |
| ----- | ----- | ----- | ----- | ----- | ----- | ----- | ----- | ----- |
| 4.818 | 5.002 | 5.468 | 6.287 | 6.751 | 7.461 | 7.762 | 8.325 | 9.276 |

## Партнерски градови
- Zalalövő